# Ночь и день (пьеса)
Ночь и день (англ. Night and Day) — пьеса британского драматурга Тома Стоппарда, написанная в 1978 году.
Действие пьесы происходит в условной африканской стране Камбави в постколониальный период. В Камбави начинается гражданская война. Лидер повстанцев и президент страны, перехватывающие друг у друга контроль над минеральными ресурсами страны, проводят переговоры, в которых замешаны западные журналисты, приехавшие в страну освещать конфликт. Кроме корреспондентов и фотографов в пьесе действующими лицами являются президент, европеец-инженер Карсон и его жена Рут. Пьеса затрагивает специфику работы журналистов в «горячих точках», проблемы объективности освещения в условиях многозначности событий, свободы прессы, постколониального развития и др.